# Gin con té
El gin con té (gin and tea) es un cóctel de dos ingredientes, ginebra y té, originario del Reino Unido. Se puede usar cualquier sabor de té, aunque siempre se trata de té helado. En este cóctel destaca la mezcla entre los aromas de la ginebra (hierbas, bayas de enebro...), y los sabores afrutados, florales, botánicos o cítricos del té. Por ejemplo, una ginebra con notas cítricas se puede combinar con un té Earl Grey, que tiene matices de bergamota; y una ginebra destilada con aromas frutales combina bien con el té verde. Es común de la isla de Lewis y Harris (Escocia, RU) donde se produce tanto ginebra como té. El té English Breakfast también se puede mezclar con ginebra seca y jugo de limón.